# 加藤吉郎
加藤 吉郎（かとう よしろう、1913年10月30日 - 1985年3月23日）は、日本の実業家。南海電気鉄道の社長を務めた。岐阜県出身。

## 経歴
1944年、京都帝国大学法学部を卒業し、南海電気鉄道の前身である南海鉄道に入社。1964年に熊野交通に出向し、専務を務め、瀞八丁の観光船にジェット船を採用した。1966年に南海電鉄に戻り、自動車計画部長、取締役、常務、専務を歴任し、1975年12月から副社長を務め、社長の川勝傳を支えた。1983年6月に川勝傳の後任として社長に就任する。しかし体調不良で1985年1月に社長を辞任し、同年3月23日、すい臓がんのために大阪府堺市の自宅で死去。71歳没。なお社長は川勝傳が会長と兼任する形で一時的に社長を務め、1985年6月に吉村茂夫が社長に就任した。
1976年11月に藍綬褒章を受章。